# Shane Black
Shane Black (Pittsburgh, 16 dicembre 1961) è uno sceneggiatore, attore, regista e produttore cinematografico statunitense.
Ha raggiunto la notorietà scrivendo le sceneggiature di molti film d'azione di successo degli anni ottanta e novanta, tra cui Arma letale (1987). Con Kiss Kiss Bang Bang (2005) fa il suo debutto alla regia, mentre come attore è noto principalmente per il ruolo di Rick Hawkins nel film Predator (1987). Nel 2013, ha co-sceneggiato e diretto Iron Man 3, attualmente il 26º maggior incasso nella storia del cinema. Nel 2018 ha co-sceneggiato e diretto The Predator.

## Biografia
Nato e cresciuto a Pittsburgh, in Pennsylvania, Shane Black si trasferisce in California con la famiglia durante le scuole superiori. Studia teatro, laureandosi nel 1983 alla UCLA, e dopo gli studi passa il suo tempo in un Cine Club con alcuni amici, tra cui Fred Dekker, che lo incoraggia a scrivere la sua prima sceneggiatura.
Nel periodo seguente, Black si mantiene facendo i lavori più disparati: con l'aiuto di Dekker, propone un altro suo copione, un thriller paranormale ambientato nel Vietnam intitolato The Shadow Company, a diversi agenti e produttori, ma, nonostante l'interessamento di alcuni esecutivi della 20th Century Fox, il tentativo porta ad un nulla di fatto.
Nel 1983, all'età di 22 anni, realizza in sole sei settimane la sceneggiatura per un film d'azione, Arma letale, che viene acquistata dalla Warner Bros. per 250.000 dollari: il film è un successo al box-office nel 1987 e lancia definitivamente la carriera di Mel Gibson. Durante la produzione del film, Black chiede e ottiene dal produttore Joel Silver una piccola parte in un altro suo film, Predator, ingaggiato ufficialmente come attore con la speranza che sul set scrivesse anche la sceneggiatura, ma l'attore ha affermato di non aver avuto modo di scrivere una sola riga. Sempre nel 1987, aiuta l'amico Fred Dekker nella stesura della sceneggiatura del film Scuola di mostri.
L'anno seguente, Black scrive assieme a Warren Murphy una prima stesura di Arma Letale 2, ma abbandona il progetto dopo sei mesi in seguito a delle divergenze con la casa di produzione. Trascorsi due anni, Black trasforma quella sceneggiatura mai andata in porto ne L'ultimo boy scout, ricevendo un compenso di 1.75 milioni di dollari. L'anno dopo, Black guadagna un altro milione per la riscrittura di Last Action Hero - L'ultimo grande eroe, mentre nel 1994 diventa lo sceneggiatore più pagato di Hollywood, ricevendo ben quattro milioni per la stesura di Spy.
Nel corso degli anni, Black recita in cinque film e appare in due episodi della serie televisiva I giustizieri della notte. Nel 2005 debutta alla regia con la commedia nera Kiss Kiss Bang Bang con Robert Downey Jr. e Val Kilmer. Torna a dirigere Downey Jr. nel 2013 con Iron Man 3, sostituendo il regista dei primi due film Jon Favreau; con oltre un miliardo di dollari, il film è il 26º maggior incasso nella storia del cinema. Black ha espresso il desiderio di dirigere ancora film tratti da fumetti: difatti, ha presentato alla Sony un adattamento per Doc Savage ed è stato collegato alla trasposizione live-action americana di Death Note, prima di abbandonare il progetto.
Nel 2016 scrive e dirige il poliziesco The Nice Guys, con protagonisti Russell Crowe e Ryan Gosling. Recentemente ha lavorato assieme a Fred Dekker alla sceneggiatura di The Predator, quarto film dell'omonima saga, di cui è anche il regista. Il film è uscito il 14 settembre 2018 e non ha trovato l'approvazione né della critica né del pubblico, guadagnando circa 160.5 milioni di dollari a fronte di un budget di 88 milioni. Secondo alcune indiscrezioni lavorerà nuovamente con Robert Downey Jr. per una nuova trasposizione di Parker, personaggio della serie di libri creata da Donald E. Westlake

### Stile
Black spesso aggiunge alla sceneggiatura alcuni elementi caratteristici, come considerazioni personali e battute sulle persone coinvolte nella realizzazione del film, i cosiddetti Shane Blackismi, volti a coinvolgere e a tenere alta l'attenzione dello spettatore. I principali ispiratori di questo metodo di scrittura sono William Goldman, il suo mentore per quanto riguarda la sceneggiatura, e Walter Hill, di cui Black apprezzava la "prosa incalzante, tersa, spartana". Alcuni esempi di Shane Blackismi sono:
(Dalla sceneggiatura di Arma letale, 1987.)
(Dalla sceneggiatura de L'ultimo boy scout, 1991.)
Anche altri espedienti narrativi, come il rapimento, ed ambientazioni, come il periodo natalizio, ricorrono particolarmente nei film di Black.

## Filmografia

### Regista
- Kiss Kiss Bang Bang (2005)
- Iron Man 3 (2013)
- The Nice Guys (2016)
- The Predator (2018)
- Play Dirty (2025)

### Sceneggiatore

#### Cinema
- Arma letale (Lethal Weapon), regia di Richard Donner (1987)
- Scuola di mostri (The Monster Squad), regia di Fred Dekker (1987)
- Arma letale 2 (Lethal Weapon 2), regia di Richard Donner (1989) - soggetto
- L'ultimo boy scout (The Last Boy Scout), regia di Tony Scott (1991)
- Last Action Hero - L'ultimo grande eroe (Last Action Hero), regia di John McTiernan (1993)
- Spy (The Long Kiss Goodnight), regia di Renny Harlin (1996)
- Kiss Kiss Bang Bang (2005)
- Iron Man 3 (2013)
- The Nice Guys (2016)
- The Predator (2018)

#### Televisione
- Lethal Weapon - serie TV, episodio 1x01 (2016) - soggetto

### Attore

#### Cinema
- Dimensione terrore (Night of the Creeps), regia di Fred Dekker (1986)
- Predator, regia di John McTiernan (1987)
- Sbirri oltre la vita (Dead Heat), regia di Mark Goldblatt (1988)
- Caccia a Ottobre Rosso (The Hunt of Red October), regia di John McTiernan (1990)
- RoboCop 3, regia di Fred Dekker (1993)
- Qualcosa è cambiato (As Good as It Gets), regia di James L. Brooks (1997)
- Hollywood brucia (An Alan Smithee Film: Burn Hollywood Burn), regia di Alan Smithee (1998) - cameo
- Agente Carter (Agent Carter), regia di Louis D'Esposito - cortometraggio (2013) - voce[22]

#### Televisione
- I giustizieri della notte (Dark Justice) - serie TV, episodi 1x01-3x19 (1991-1993)

### Produttore
- L'ultimo boy scout (The Last Boy Scout), regia di Tony Scott (1991) - produttore esecutivo
- Spy (The Long Kiss Goodnight), regia di Renny Harlin (1996)

## Doppiatori italiani
Nelle versioni in italiano delle opere in cui ha recitato, Shane Black è stato doppiato da:
- Oliviero Dinelli in Predator
- Simone Mori in Caccia a Ottobre Rosso
- Vittorio De Angelis in RoboCop 3